# Vohipeno (district)
Vohipeno is een district van Madagaskar in de regio Vatovavy-Fitovinany. Het district telt 144.344 inwoners (2011) en heeft een oppervlakte van 1.162 km², verdeeld over 17 gemeentes. De hoofdplaats is Vohipeno.